# La Vie Electronique 2
La Vie Electronique 2 (LVE2) is een muziekalbum van Klaus Schulze, dat in 2009 voor de eerste keer als aparte set werd uitgegeven.
Schulze had in de jaren 70 zoveel inspiratie dat hij lang niet al zijn muziek kwijt kon in de reguliere uitgaven die toen via Virgin Records uitkwamen. Daarbij is zijn stijl in de afgelopen decennia nauwelijks gewijzigd, alhoewel de albums met zangeres Lisa Gerrard, die rond 2008 verschenen, een donkerder geluid laten horen. LVE2 laat opnamen horen uit het tijdperk dat digitale toetsinstrumenten (nog) niet voorhanden waren en er gewerkt moest worden met de voorlopers van de synthesizer en de synthesizers zelf. Klaus Schulze zat tijdens concerten bijna geheel ingebouwd in de elektronische apparatuur. Delen van de opnamen van LVE2 waren eerder uitgegeven in de Jubilee Edition en The Ultimate Collection die in de jaren 90 verschenen, maar inmiddels uitverkocht zijn.

## Musici
- Klaus Schulze – stem, gitaar, toetsinstrumenten, slagwerk

## Composities

### Disc 1
1. North of the Yukon (20:43)
2. Nightwind (16:14)
3. Minuet (11:38)
4. Signs of Dawn (22:38)
5. Study for Philip K. Dick (8:31)

### Disc 2
1. Das große Identifikationsspiel (41:53)
  1. Geburt der Moderne (6:00)
  2. Devil may Care (7:21)
  3. Les 7 boules de cristal (3:17)
  4. On a marché sur la Lune (7:00)
  5. Der Schrecken vom Amazonas (16:40)
  6. Schier unendlich (1:35)
2. Titanensee (27:07)
  1. Chaos (10:26)
  2. Gaia (9:26)
  3. Uranos (7:15)
3. Electric Love-Affair (10:47)

### Disc 3
1. Land der leeren Häuser (11:14)
2. Studies for Organ, Keyboards and Drumset (14:51)
3. Memento mori (9:08)
4. Blaue Stunde (37:52)
  1. Tooth of Time (9:50)
  2. Every Inch a King (9:24)
  3. Chronique scandaleuse (7:06)
  4. Con amore (4:26)
  5. Last not least (7:06)

### Aanvullende info
De nummers dateren uit de jaren 1972 tot 1975. Van sommige weet Schulze nog exact wanneer ze zijn opgenomen, andere konden gezien de klank redelijk geplaatst worden. North of Yukon en Study for Philip K. Dick behoren tot die laatste categorie; het zijn uit de hand gelopen probeersels, waarvan aan het geluid te horen is dat ze in Berlijn zijn opgenomen gedurende het seizoen 1972/1973. Schulze bespeelde toen een speciaal toetsinstrument, een Teisco-orgel, dat hij slechts enkele jaren in zijn bezit had. Beide tracks hebben geen begin en geen eind; ze komen op vanuit het niets (fade-in) en verdwijnen door een fade-out.
Nightwind, Minuet, Signs of Dawn en Land der leeren Häuser zijn het resultaat van een opgerichte band, waarvan zelfs de naam nog niet vaststond. Schulze speelde daarin met Hans Jörg Stahlschmidt en die tracks zouden de basis vormen voor hun eerste elpee, echter de band Tau, Tao of Timewind zou nooit het album afmaken. Timewind werd wel een albumtitel van Schulze (één van zijn succesvolste). Ze stammen uit 1973, Berlijn.
Das große Identifikationsspiel is muziek bij een soort hoorspel voor de Duitse radio. Alfred Behrens verzorgde het sciencefictionverhaal en Schulze zorgde voor zijn doen nogal experimentele muziek, gelijk aan het eerste album van Tangerine Dream Electronic Meditation. Titanensee stond opgeslagen als Ballett Titanensee. Het is een van zijn eerste opnamen met het Farfisa orgel, begin 1973. Beide titels verschenen in de Historic, Jubilee en Ultimate Edition.
Studies for organ, keyboards & drum set dateert van 1974, eveneens Berlijn; Memento Mori en Blaue Stunde dateren uit 1975, als Schulze verhuisd is naar Hambühren.